# デラウェア (原子力潜水艦)
|          |                                                 |
| 艦歴     |                                                 |
| 発注     | 2008年12月22日                                  |
| 起工     | 2016年4月30日                                   |
| 進水     | 2018年12月17日                                  |
| 就役     | 2020年4月4日                                    |
| その後   |                                                 |
| 性能諸元 |                                                 |
| 排水量   | 7,800トン                                       |
| 全長     | 114.9 m (377 ft)                                |
| 全幅     | 10.3 m (34 ft)                                  |
| 吃水     |                                                 |
| 機関     | S9G 原子炉                                      |
| 最大速   | 水上:25ノット (46 km/h) 水中:32ノット (59 km/h) |
| 潜航深度 | 800 ft (250 m)                                  |
| 乗員     | 士官、兵員134名                                 |
| 兵装     | VLS 12基 21インチ魚雷発射管 4基                 |
| モットー |                                                 |

デラウェア（USS Delaware, SSN-791）は、アメリカ海軍の攻撃型原子力潜水艦。バージニア級原子力潜水艦の18番艦。艦名はデラウェア州に因む。その名を持つ艦としては1917年に徴用した特設哨戒艇(SP-467)以来8隻目(7代目と同時期に就役していた戦艦デラウェアは6代目と見なされている)。